# Alice Dark
Alice Dark è una serie a fumetti italiana creata da Lorenzo Bartoli (sceneggiatura) e Andrea Domestici (disegni), di genere fantasy/dark.
La serie è una rivisitazione moderna in chiave dark e gotica dell'opera di Lewis Carroll.
È pubblicata da Editoriale Aurea, facente parte insieme alla serie Long Wei dei nuovi progetti varati dalla casa editrice di Roma che distribuisce la serie di Alice Dark in volumi di formato bonellide, a colori e a cadenza mensile, a partire dal settembre 2011; per il momento la serie conta 8 uscite.

## Trama
La protagonista della serie Alice scopre di essere un personaggio dentro un libro e da qui cominciano le sue avventure. La serie è divisa in fasi che seguono l'evoluzione della protagonista:
- I primi due volumi della serie rappresentano la storia vera e propria che sarebbe contenuta nel computer dello scrittore che contiene i personaggi.
- Il terzo volume rappresenta l'infanzia della protagonista.
- Il quarto, il quinto e il sesto volume rappresentano l'adolescenza di Alice.
- Gli ultimi due volumi rappresentano la fase adulta di Alice.

## Personaggi
- Alice: ragazza protagonista della serie.
- Carlino: cane di Alice.

## Realizzazione
Il soggetto alla base del fumetto nasce da un'idea di Lorenzo Bartoli che si occupa della stesura dei testi e della sceneggiatura degli albi, mentre la creazione grafica del personaggio è del disegnatore Andrea Domestici, autore anche dei disegni dei primi due numeri.
Oltre a Domestici, si succedono ai disegni Federica Manfredi, Mirka Andolfo, Michela Cacciatore e Walter Trono.
Il lancio della serie è stato preceduto dal rilascio di un numero zero presso il Lucca Comics & Games 2010, con un formato simile a quello dei bonellidi. Dal numero 1 al numero 8 il formato è di dimensioni leggermente più ridotte rispetto al numero 0, e dall'albo 5 si ha anche una riduzione della foliazione.
L'edizione è a cura della casa editrice romana Editoriale Aurea.

## Albi
| Nr. | Titolo                                         | Mese di pubblicazione | Soggetto        | Sceneggiatura   | Disegni            |
| --- | ---------------------------------------------- | --------------------- | --------------- | --------------- | ------------------ |
| 1   | Lo specchio spezzato                           | Settembre 2011        | Lorenzo Bartoli | Lorenzo Bartoli | Andrea Domestici   |
| 2   | L'amore è un'isola nella corrente              | Ottobre 2011          | Lorenzo Bartoli | Lorenzo Bartoli | Andrea Domestici   |
| 3   | Un posto chiamato casa                         | Novembre 2011         | Lorenzo Bartoli | Lorenzo Bartoli | Federica Manfredi  |
| 4   | Lacrime tacco 12                               | Dicembre 2011         | Lorenzo Bartoli | Lorenzo Bartoli | Mirka Andolfo      |
| 5   | Il più grande detective del mondo - I Tempo    | Gennaio 2012          | Lorenzo Bartoli | Lorenzo Bartoli | Michela Cacciatore |
| 6   | Il più grande detective del mondo - II Tempo   | Febbraio 2012         | Lorenzo Bartoli | Lorenzo Bartoli | Michela Cacciatore |
| 7   | La canzone della morte e dell'amore - I Tempo  | Marzo 2012            | Lorenzo Bartoli | Lorenzo Bartoli | Walter Trono       |
| 8   | La canzone della morte e dell'amore - II Tempo | Aprile 2012           | Lorenzo Bartoli | Lorenzo Bartoli | Walter Trono       |

Nel 2018, nell'ambito dei venticinquennario dell'uscita di Arthur King, primo fumetto realizzato da Bartoli e Domestici, è uscito per l'editore Cut-Up Publishing il volume "Re per una notte, contenente una storia crossover tra questo e Alice Dark. Si tratta di storia inedista e non conclusa nella sua lavorazione, a causa della morte prematura di Bartoli, che presenta 20 tavole colorate da Dorotea Gizzi, 58 ancora in bianco e nero oltre alle ultime pagine di sceneggiatura con le bozze preparatorie realizzare dall'autore.